# Ale (album)
#Ale è il secondo album in studio del cantante italiano Alessandro Casillo, pubblicato nel 2014 dalla Carosello Records.

## Tracce
1. Qualcuno sentirà – 3:37
2. Niente da perdere – 3:13
3. L'amore secondo Sara – 3:16
4. Ci credo ancora – 3:30
5. Tutto il mondo parla di noi – 3:15
6. Perso – 3:18
7. Quello che conta – 3:40
8. Fuoco nell'Antartide – 3:31
9. Parlo io – 3:34

## Classifiche
| Classifica (2014) | Posizione massima |
| ----------------- | ----------------- |
| Italia            | 2                 |